# Falkenau
Falkenau là một đô thị trong huyện Mittelsachsen, bang tự do Sachsen, nước Đức. Đô thị Falkenau có diện tích 9,08 km², dân số thời điểm ngày 31 tháng 12 năm 2005 là 2040 người.